# Wildman Whitehouse

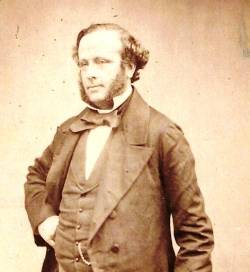
Wildman Whitehouse (1856)

Edward Orange Wildman Whitehouse (* 1. Oktober 1816 in Liverpool; † 26. Januar 1890 in Brighton) war ein englischer Chirurg, der sich nebenberuflich als Elektroexperimentator mit Schwerpunkt elektrische Telegrafie betätigte.

## Leben
Geboren als Sohn von William Whitehouse und dessen Ehefrau Mary studierte er ab 1836 Medizin am University College London. Am 4. August 1840 wurde er als Chirurg in das Royal College of Surgeons aufgenommen. Im Jahr 1847 heiratete er und bekam am 14. März 1849 seine erste Tochter, Adele Emma Wildman Whitehouse.
Im Jahr 1856 wurde er zum verantwortlichen Elektroingenieur der Atlantic Telegraph Company (ATC) ernannt, die im Jahr 1858 das erste transatlantische Telegrafenkabel von Irland nach Neufundland verlegte. Er war für die Prüfung des Seekabels sowie für den Betrieb der Telegrafenlinie und der dazugehörigen Geräte auf der europäischen Seite verantwortlich.

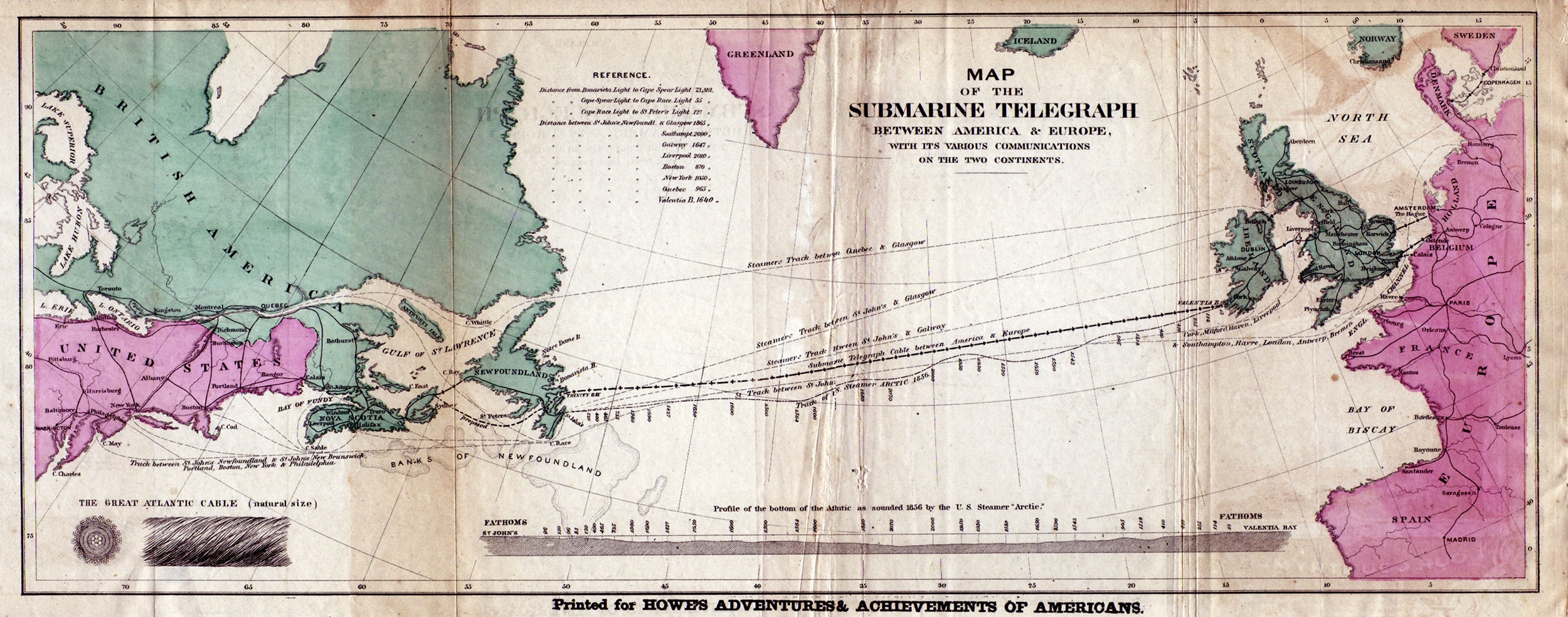
Zeitgenössische Karte zum ersten Transatlantikkabel (1858)

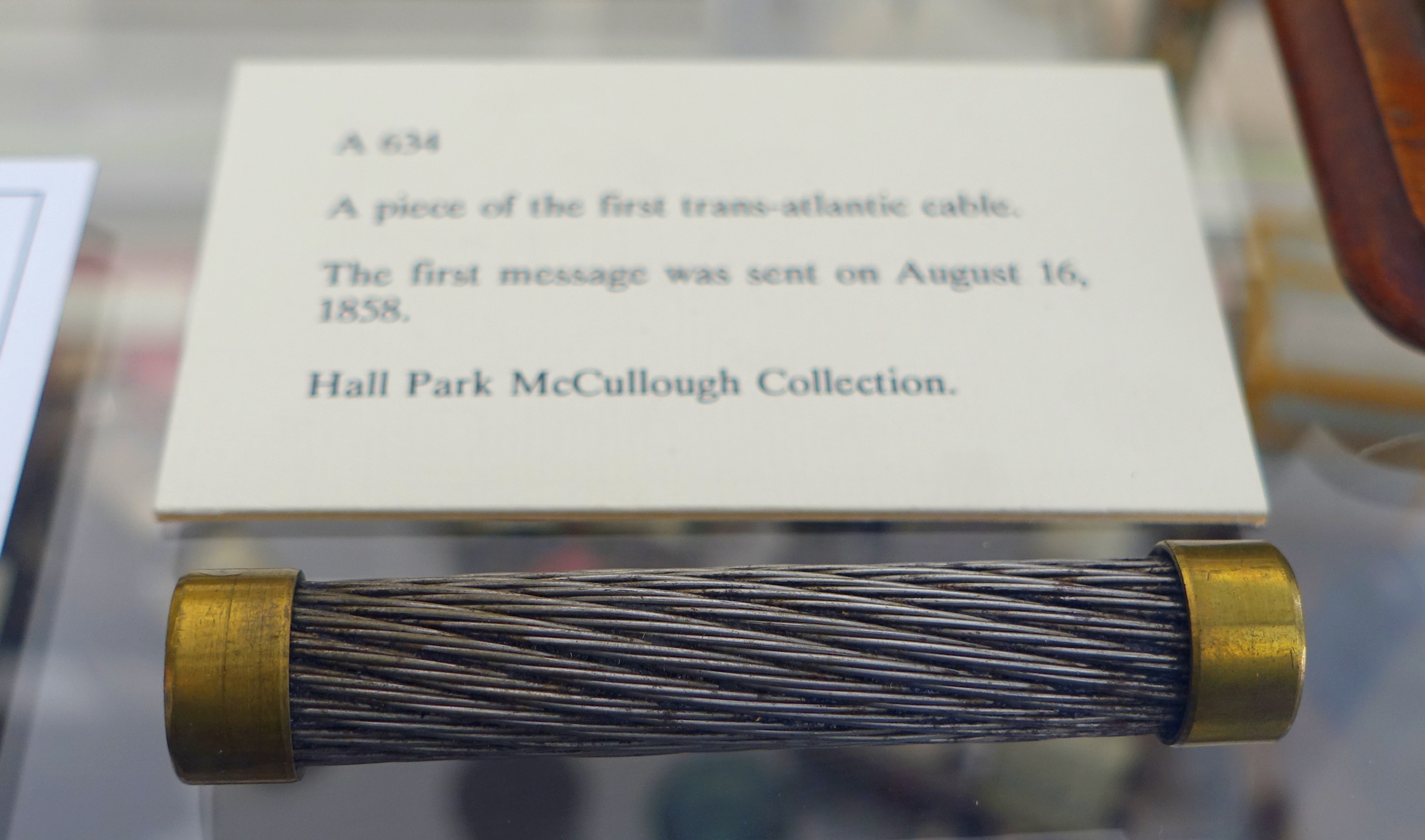
Stück des ersten Kabels von 1858

Nach dessen erfolgreicher Inbetriebnahme im August 1858 konnten mehrere hundert Telegramme übermittelt werden. Im Vergleich zu den üblichen rund zehn Tagen, die die traditionelle Nachrichtenübermittlung mithilfe von Dampfschiffen benötigte, ging dies erheblich schneller und wurde als gewaltige Verbesserung der Übertragungsgeschwindigkeit anerkannt und begeistert begrüßt. Leider war die Signalstärke nicht so hoch wie erhofft und nahm stetig weiter ab. Am 1. September, nach gut drei Wochen und insgesamt 732 übermittelten Telegrammen, waren die Signale völlig verschwunden. Im Bestreben, dies zu verbessern, erhöhte er die elektrische Spannung auf der Sendeseite auf 500 V, möglicherweise sogar mehr. Nach damaliger einhelliger Einschätzung wurde dadurch das Kabel irreparabel zerstört.
Inzwischen gibt es auch andere Ansichten dazu. Anhand geborgener Kabelreste lässt sich feststellen, dass die Kupferseele alles andere als koaxial verlief. Im Gegenteil, an einigen Stellen kommt die Litze auf weniger als einen Millimeter an den äußeren Rand der Guttapercha-Isolierung heran. Und von dort trennte sie nur noch das schlecht isolierende Hanfgeflecht von der die Signalübertragung „gefährdenden“ eisernen Armierung des Kabels. Demnach war ein Versagen des Kabels – früher oder später – wahrscheinlich unvermeidlich. Und Hauptgründe dafür waren Material- und Fabrikationsmängel gepaart mit Schäden, die durch nicht vollständig sachgemäße Lagerung und Transport des Kabels verursacht wurden.
Letztendlich war die Schuldzuweisung an ihn als Sündenbock jedoch bequem und womöglich sogar ein Segen für das längerfristige Projekt als Ganzes. Denn so konnten die Investoren beruhigt und „bei Laune gehalten“ werden, was eine wichtige finanzielle Voraussetzung für ein Nachfolgeprojekt war. Bis dahin sollte es aber noch sieben lange Jahre dauern. Im April 1861 begann der Amerikanische Bürgerkrieg. Die Menschen, jedenfalls auf der westlichen Seite des Atlantiks, hatten nun andere Sorgen als ihr Geld in Kabelunternehmungen zu investieren. Der Krieg dauerte bis Juni 1865 und Wildman Whitehouse hatte sich inzwischen aus dem Telegrafiegeschäft zurückgezogen.
Er war dreimal verheiratet. Mit seiner ersten Frau Emma hatte er die Tochter Adele. Mit seiner zweiten Frau Hannah, die 1869 starb, zwei weitere Kinder, Sohn Arthur (* 1865) und Tochter Hilda (* 1868). Mit seiner dritten Ehefrau, Eliza Jane, hatte er keine Kinder. Edward Orange Wildman Whitehouse wurde 73 Jahre alt. Er starb in seinem Heim in Brighton. Seine Witwe überlebte ihn nur wenige Monate und starb am 15. Mai 1890 in Andermatt.

## Schriften
Sein Wirken schlägt sich in mehr als zwanzig Veröffentlichungen sowie in einer Vielzahl von Patenten wieder. Hauptsächliches Thema waren telegrafische Anwendungen, aber auch medizinische und andere naturwissenschaftliche Themen, wie beispielsweise Hygrometer, interessierten ihn.